# Новобжегокай
Новобжегокай (адыг. БжыхьэкъоякI) — аул в Тахтамукайском муниципальном районе Республики Адыгея России. Входит в Энемское городское поселение.
Расположен на правом берегу реки Афипс, при впадении её в Шапсугское водохранилище, в 5 км к западу от центра поселения посёлка городского типа Энема. На противоположном берегу реки расположен посёлок Афипский. Аул основан в 1881 году.

## Население
| 2002 | 2010 | 2013 | 2014 | 2015 | 2016 | 2017 |
| ---- | ---- | ---- | ---- | ---- | ---- | ---- |
| 426  | ↘375 | ↘368 | ↘365 | ↗369 | ↗371 | ↗376 |
| 2018 | 2019 | 2020 | 2021 | 2023 | 2024 |      |
| ↗381 | →381 | ↗386 | ↗420 | ↗444 | ↘443 |      |

По данным Всероссийской переписи 2021 года:
| Народ               | Численность, чел. | Доля от всего населения, % |
| ------------------- | ----------------- | -------------------------- |
| адыги (черкесы)     | 392               | 93,33 %                    |
| русские             | 22                | 5,23 %                     |
| другие / не указано | 6                 | 1,43 %                     |
| всего               | 420               | 100,0 %                    |

## Улицы
- Красная,
- Ленина,
- Хатита Махмуда,
- Хатита Махмуда переулок,
- Шаталова.